# Вааса (цар Ізраїлю)
Вааса (Баша) (івр. בַּעְשָׁא, «Ваал чує») — цар  Ізраїльського царства, що правив 24 роки (3Цар 15:33).

## Захопленняя влади
На другому році свого царювання Надав очолив військовий похід проти міста Ґіббетону, яке тоді належало  філістимлянам. Однак він був раптово вбитий  Ваасою — сином Ахії, який і проголосив себе царем. Про життя самого Вааса до сходження на престол нам нічого невідомо. З метою зміцнення своєї влади він винищив всіх нащадків Єровоама, батька Надава.

## Правління
Далі про царювання Вааса нам нічого не відомо (крім того, що він продовжував наслідувати гріховного і безбожного Єровоама) доти, поки він, користуючись заступництвом сирійського царя Бен-Гадад (Бен-Гадада І), не повів своє військо проти Юдеї. Спочатку Вааса заходився будувати місто Раму у 8 км на північ від Єрусалиму, щоб перерізати торгові шляхи, що зв'язують Юдею з Ізраїлем та іншими північними країнами.
Юдейський цар Аса зібрав все золото Єрусалимського храму і віддав його сирійському цареві в обмін на союз з сирійцями проти ізраїльтян. Бен-Гадад погодився і напав на північні області Ізраїлю. Вааса змушений був кинути будівництво і відвести армію в Тірцу. Користуючись цим, Аса наказав забрати всі будівельні матеріали, приготовані для будівництва Рами і побудувати з них два міста: Гебу (Геву) і Міцпу (Міцпи). Крім того, для захисту від подальших загроз із півночі Аса розпорядився викопати рів.

## Кара
Більше Вааса не робив спроб завоювати Юду і на двадцять четвертому році правління помер у своєму палаці, залишивши престол своєму синові Ела. Пророк Єгу, син Хананії, передбачив, що після смерті Вааса його рід буде припинений за все те зло, яке він творив в очах Бога:
Опис царювання Вааса можна знайти в Першій книзі царів 15:16 — 16:6.